# Alopecosa kochi
Alopecosa kochi este o specie de păianjeni din genul Alopecosa, familia Lycosidae. A fost descrisă pentru prima dată de Keyserling, 1877. Conform Catalogue of Life specia Alopecosa kochi nu are subspecii cunoscute.